# Hibiscus dongolensis
Hibiscus dongolensis là một loài thực vật có hoa trong họ Cẩm quỳ. Loài này được Caill. ex Delile mô tả khoa học đầu tiên năm 1826.